# West-Duits voetbalkampioenschap 1926/27
In 1926/27 werd het twintigste voetbalkampioenschap gespeeld dat georganiseerd werd door de West-Duitse voetbalbond.
Duisburger SpV werd kampioen en ook Schalke 04 en Fortuna Düsseldorf plaatsten zich voor de eindronde om de Duitse landstitel. Duisburg verloor van FC Schöneberger Kickers 1900, Düsseldorf van Hamburger SV en Schalke van TSV 1860 München.

## Deelnemers aan de eindronde
| Club                          | Gekwalificeerd als               |
| ----------------------------- | -------------------------------- |
| CfR 1899 Köln                 | Rijnkampioen                     |
| SV Odenkirchen 07             | Vicekampioen van Rijn            |
| Düsseldorfer TSV Fortuna 1895 | Kampioen van Bergisch-Mark       |
| TuRU 1880 Düsseldorf          | Vickampioen van Bergisch-Mark    |
| Duisburger SpV                | Kampioen van Nederrijn           |
| Duisburger FV 08              | Vicekampioen van Nederrijn       |
| FC Schalke 04                 | Kampioen van Ruhr                |
| BV Altenessen 06              | Vicekampioen van Ruhr            |
| DSC Arminia Bielefeld         | Kampioen van Westfalen           |
| SC Borussia 08 Rheine         | Vicekampioen van Westfalen       |
| SV Kurhessen 1893 Kassel      | Kampioen van Hessen-Hannover     |
| SV 06 Kassel                  | Vicekampioen van Hessen-Hannover |
| Hagener SC 1905               | Kampioen van Zuidwestfalen       |
| Sportfreunde Siegen           | Vicekampioen van Zuidwestfalen   |

## Eindronde

### Vicekampioenen
| Plaats | Club                  | Wed. | W | G | V | Saldo | Ptn  |
| ------ | --------------------- | ---- | - | - | - | ----- | ---- |
| 1.     | TuRU 1880 Düsseldorf  | 6    | 6 | 0 | 0 | 24:6  | 12:0 |
| 2.     | BV Altenessen 06      | 6    | 4 | 1 | 1 | 28:13 | 9:3  |
| 3.     | Duisburger FV 08      | 6    | 3 | 1 | 2 | 18:10 | 7:5  |
| 4.     | SC Borussia 08 Rheine | 6    | 3 | 0 | 3 | 13:24 | 6:6  |
| 5.     | SV 06 Kassel          | 6    | 2 | 0 | 4 | 13:20 | 4:8  |
| 6.     | SV Odenkirchen 07     | 6    | 1 | 1 | 4 | 14:22 | 3:9  |
| 7.     | Sportfreunde Siegen   | 6    | 0 | 1 | 5 | 7:22  | 1:11 |

|  | Play-off derde ticket eindronde |

### Kampioenen
| Plaats | Club                          | Wed. | W | G | V | Saldo | Ptn  |
| ------ | ----------------------------- | ---- | - | - | - | ----- | ---- |
| 1.     | Duisburger SpV                | 6    | 4 | 2 | 0 | 18:7  | 10:2 |
| 2.     | FC Schalke 04                 | 6    | 3 | 2 | 1 | 16:10 | 8:4  |
| 3.     | Düsseldorfer TSV Fortuna 1895 | 6    | 2 | 3 | 1 | 13:10 | 7:5  |
| 4.     | SV Kurhessen 1893 Kassel      | 6    | 3 | 1 | 2 | 11:11 | 7:5  |
| 5.     | DSC Arminia Bielefeld         | 6    | 3 | 0 | 3 | 14:13 | 6:6  |
| 6.     | CfR 1899 Köln                 | 6    | 1 | 1 | 4 | 9:15  | 3:9  |
| 7.     | Hagener SC 1905               | 6    | 0 | 1 | 5 | 3:18  | 1:11 |

|  | Kampioen, geplaatst voor nationale eindronde |
|  | Geplaatst voor nationale eindronde           |
|  | Play-off derde plaats                        |

#### Wedstrijd om derde plaats
| Team 1             | Uitslag | Team 2           |
| ------------------ | ------- | ---------------- |
| Fortuna Düsseldorf | 3:2     | Kurhessen Kassel |

### Wedstrijd om derde ticket eindronde
|            |                               |              |                      |            |
| 1 mei 1927 | Düsseldorfer TSV Fortuna 1895 | 2 - 1 (n.v.) | TuRU 1880 Düsseldorf | Düsseldorf |
| 1 mei 1927 |                               |              |                      | Düsseldorf |